# 布原站

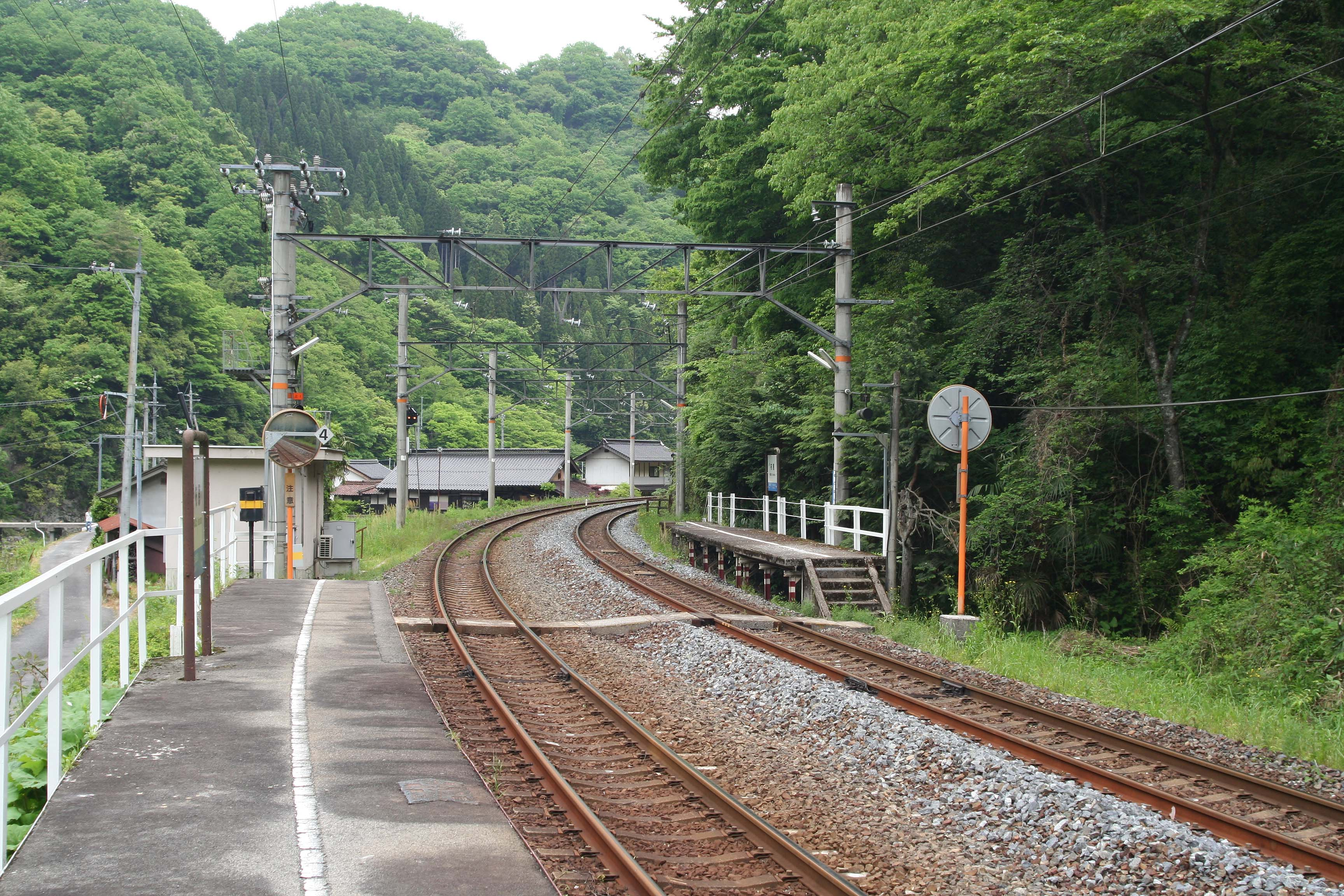
站內（2007年5月16日）

布原站（日语：／ Nunohara eki */?）是西日本旅客鐵道（JR西日本）的車站，位於岡山縣新見市西方字野野原。

## 概要
此站是伯備線車站，但是伯備線所有列車均不停靠。停靠此站的列車只有藝備線，當中藝備線實際起點在相鄰的備中神代站，所有藝備線在運輸系統上均經此站前往新見站。在新見站和備中神代站伯備線月台站名牌中，以及線內各站的車站時間表車站一覧中，均記載「伯備線不存在布原站」。
因只有藝備線列車停靠、周邊居民稀疏，以及藝備線列車班次十分少，所以此站很少有人使用，為秘境車站之一。伯備線的列車只會在列車交會時停站（運輸停車），在停站時不會上落客。
與伯備線內其他車站相同，列車到達或通過前，月台上會進行自動廣播。

## 歷史
- 1936年（昭和11年）10月10日 - 國有鐵道伯備線在新見站至備中神代站之間開設布原號誌站。
  - 當時車站地址為岡山縣阿哲郡上市村西方字野野原。
- 1946年（昭和21年）2月11日 - 上市村實施町制，成為上市町，車站地址為岡山縣阿哲郡上市町西方字野野原。
  - 1953年起成為臨時旅客車站（臨時乘降場），部分列車可在此站上落客。當時的情況參見「車站構造」一節。
- 1954年（昭和29年）6月1日 - 隨著新見市（第一次）成立，車站地址為岡山縣新見市西方字野野原。
- 1987年（昭和62年）4月1日 - 伴隨國鐵分割民營化，車站由西日本旅客鐵道（JR西日本）營運。同時由布原號誌站正式升級為車站，成為布原站。
- 2005年（平成17年）3月31日 - 隨著新見市（第二次）成立，車站地址為岡山縣新見市西方字野野原。

## 車站構造
車站是一座地面車站，設有2面2線的相對式月台，可進行列車交會。月台只可容納1卡車廂。上下行的月台錯開一定距離。
車站由新見站管理，為無人車站。此站在號誌站時代設有通票交會的設備，也設有站房，現時已經被拆毀。

### 月台
| 月台          | 路線   | 上下行 | 方向               |
| ------------- | ------ | ------ | ------------------ |
| 入口一方（1） | 藝備線 | 上行   | 新見方向           |
| 入口對面（2） | 藝備線 | 下行   | 東城、備後落合方向 |

- 在旅客資訊上沒有使用月台編號。月台編號只用在列車運輸指令上。
- 以上路線名稱、顏色與英文代號是按照JR西日本官方網站的全體路線圖[1]標示。

## 使用狀況
以下為近年1日平均乘車人次列表：
| 乘車人次變化 | 乘車人次變化    |
| 年度         | 1日平均乘車人次 |
| ------------ | --------------- |
| 1999         | 2               |
| 2000         | 1               |
| 2001         | 1               |
| 2002         | 2               |
| 2003         | 2               |
| 2004         | 1               |
| 2005         | 0               |
| 2006         | 1               |
| 2007         | 0               |
| 2008         | 0               |
| 2009         | 0               |
| 2010         | 1               |
| 2011         | 0               |
| 2012         | 2               |
| 2013         | 1               |
| 2014         | 1               |
| 2015         | 1               |
| 2016         | 1               |
| 2017         | 1               |
| 2018         | 0               |

## 車站周邊
車站附近設有西川，以及數間民居。車站附近沒有任何縣道和國道。

## 其他
- 前往東京的臥鋪特急日出出雲號會在此站運輸停車，與從岡山出發的特急八雲27號進行列車交會。

## 相鄰車站
西日本旅客鐵道
 伯備線
■普通
通過
 藝備線（新見站至此站之間為伯備線）
■快速
通過
■普通
新見（JR-V18）－布原－備中神代

## 注腳
1. ↑  類似的例子包括，東海道本線的有樂町站（在運輸系統上為東海道線，但只有山手線和京濱東北線停站），以及阪急電鐵的中津站，在都市外（包括此站）少見這個情況。

## 外部連結
- 布原｜車站資訊：JR出門網 - 西日本旅客鐵道